# دانشکده پزشکی یاسوج
دانشکده پزشکی دانشگاه علوم پزشکی یاسوج یکی از دانشکده‌های پزشکی ایران وابسته به دانشگاه علوم پزشکی یاسوج در یاسوج است. این دانشکده در سال ۱۳۷۵ بنیانگذاری شد و دارای ۴ بیمارستان آموزشی است.

## تاریخچه
دانشکده پزشکی یاسوج در سال ۱۳۷۵ بنیانگذاری شد. هم‌اکنون ریاست این دانشکده را مسلم صداقت طلب  برعهده دارد.

## رشته ها

### دکترای حرفه ای
- پزشکی عمومی

### رشته های دستیاری تخصصی
- جراحی کلیه و مجاری ادرار
- بیهوشی
- اطفال
- جراحی عمومی
- داخلی
- زنان

## بیمارستان ها
- بیمارستان شهید دکتر جلیل یاسوج
- بیمارستان امام سجاد یاسوج
- بیمارستان شهید بهشتی یاسوج
- بیمارستان شهید رجایی (یاسوج)